# Klass (album)
Pour les articles homonymes, voir Klass.
Albums de Bad Manners
Forging Ahead
(1982)  Mental Notes
(1985)
Klass est une compilation de Bad Manners, sortie en 1983.

## Liste des pistes
| No  | Titre                   | Auteur | Durée |
| --- | ----------------------- | ------ | ----- |
| 1.  | Fatty Fatty             |        | 2:25  |
| 2.  | Ne-Ne Na-Na Na-Na Nu-Nu |        | 2:30  |
| 3.  | Just a Feeling          |        | 3:04  |
| 4.  | Doris                   |        | 2:49  |
| 5.  | Special Brew            |        | 3:20  |
| 6.  | Echo Gone Wrong         |        | 4:21  |
| 7.  | Lip Up Fatty            |        | 2:54  |
| 8.  | Ivor the Engine         |        | 2:24  |
| 9.  | Wooly Bully             |        | 3:05  |
| 10. | Lorraine                |        | 3:13  |
| 11. | Monster Mash            |        | 2:58  |
| 12. | Echo 4+2                |        | 2:43  |